# Aeropuerto Internacional Lic. Adolfo López Mateos

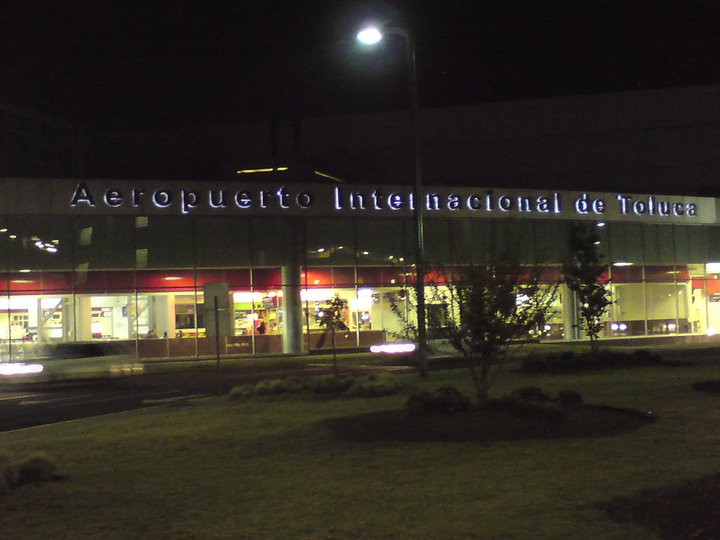
Fachada principal del Aeropuerto Internacional de Toluca.

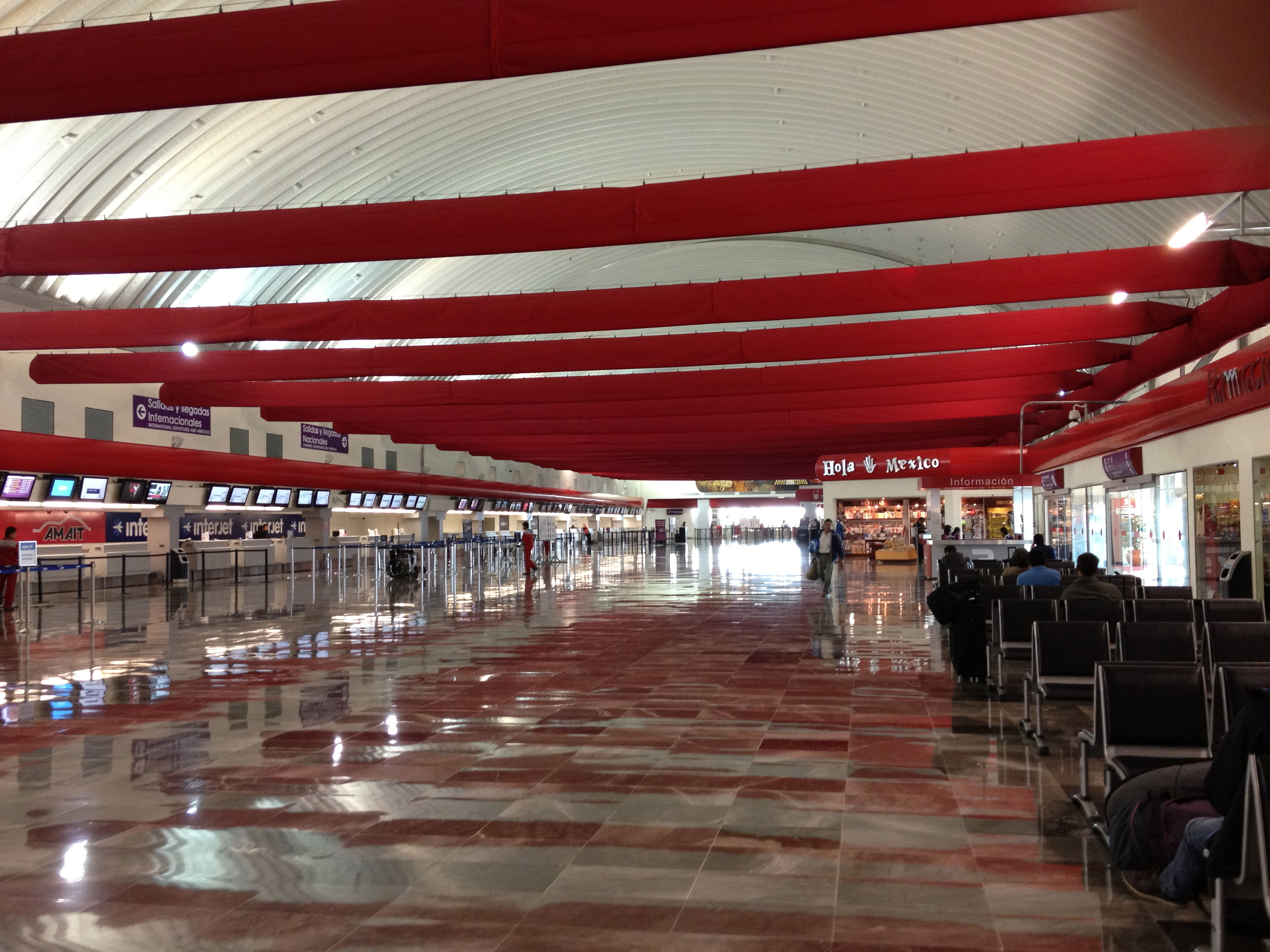
Interior del aeropuerto.

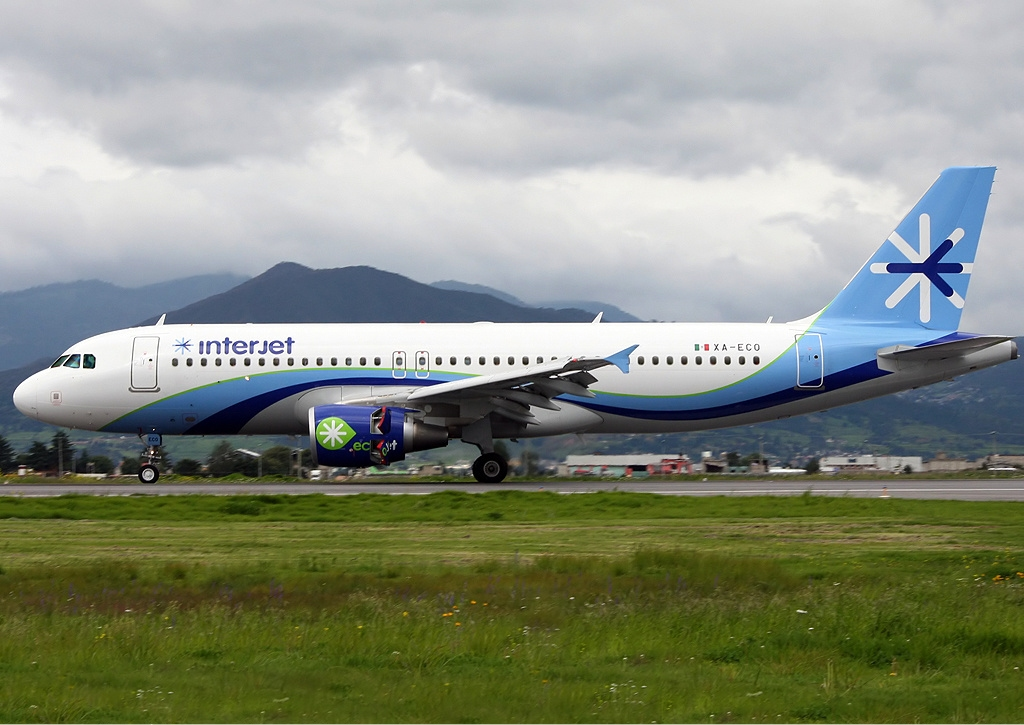
Un Airbus A320-214 de Interjet (XA-ECO), en su primer vuelo con biomasa en el Aeropuerto de Toluca, julio de 2011.

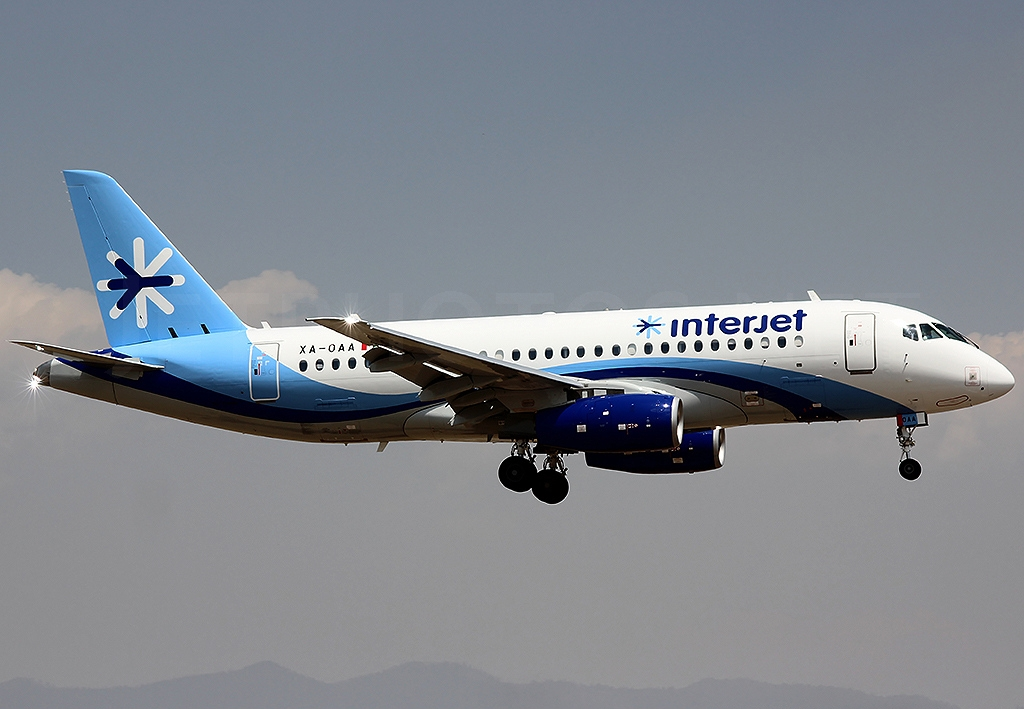
Sukhoi Superjet 100-95B de Interjet (XA-OAA) aterrizando en el Aeropuerto Internacional de Toluca.

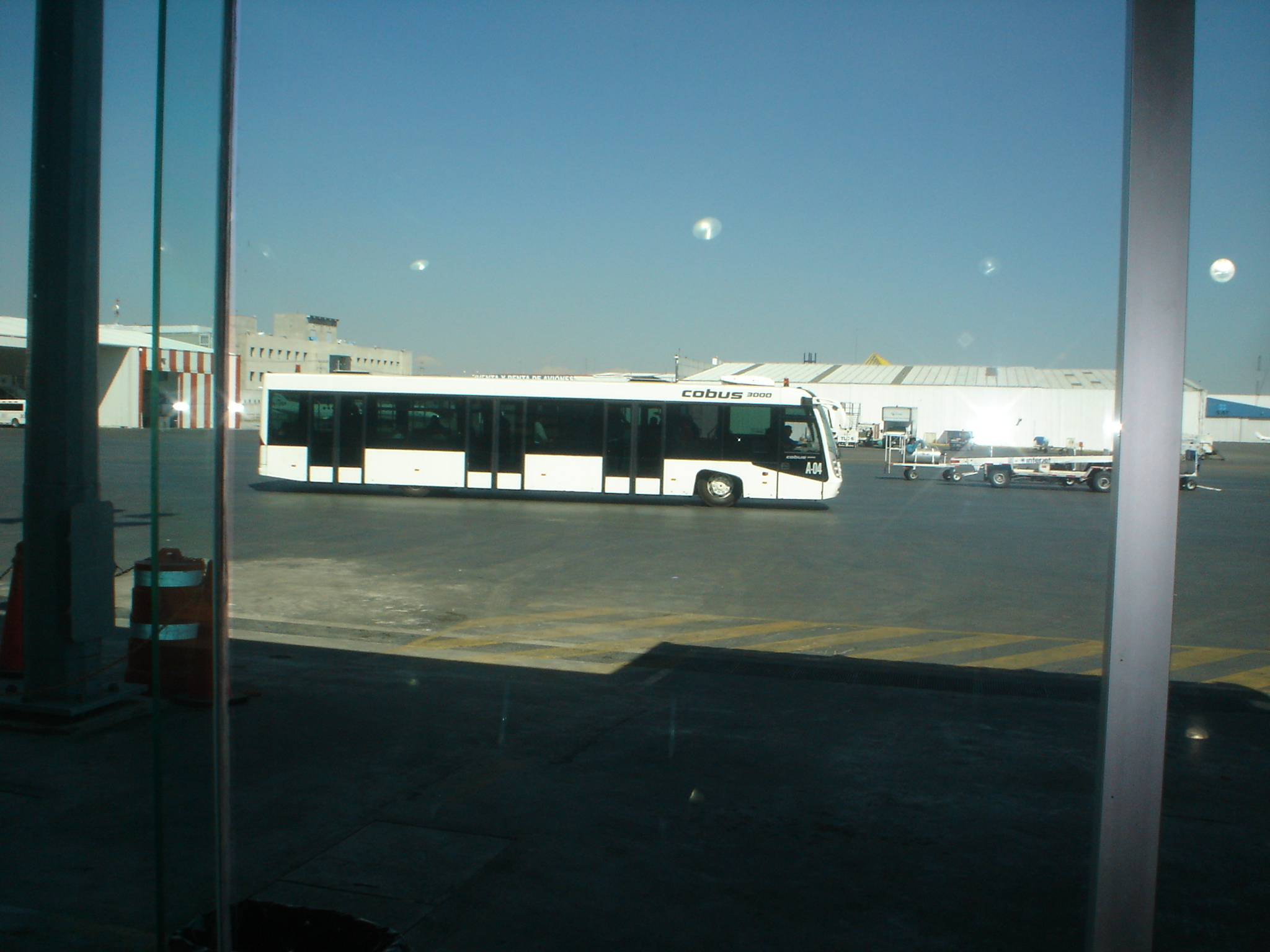
Aerocar en el aeropuerto.

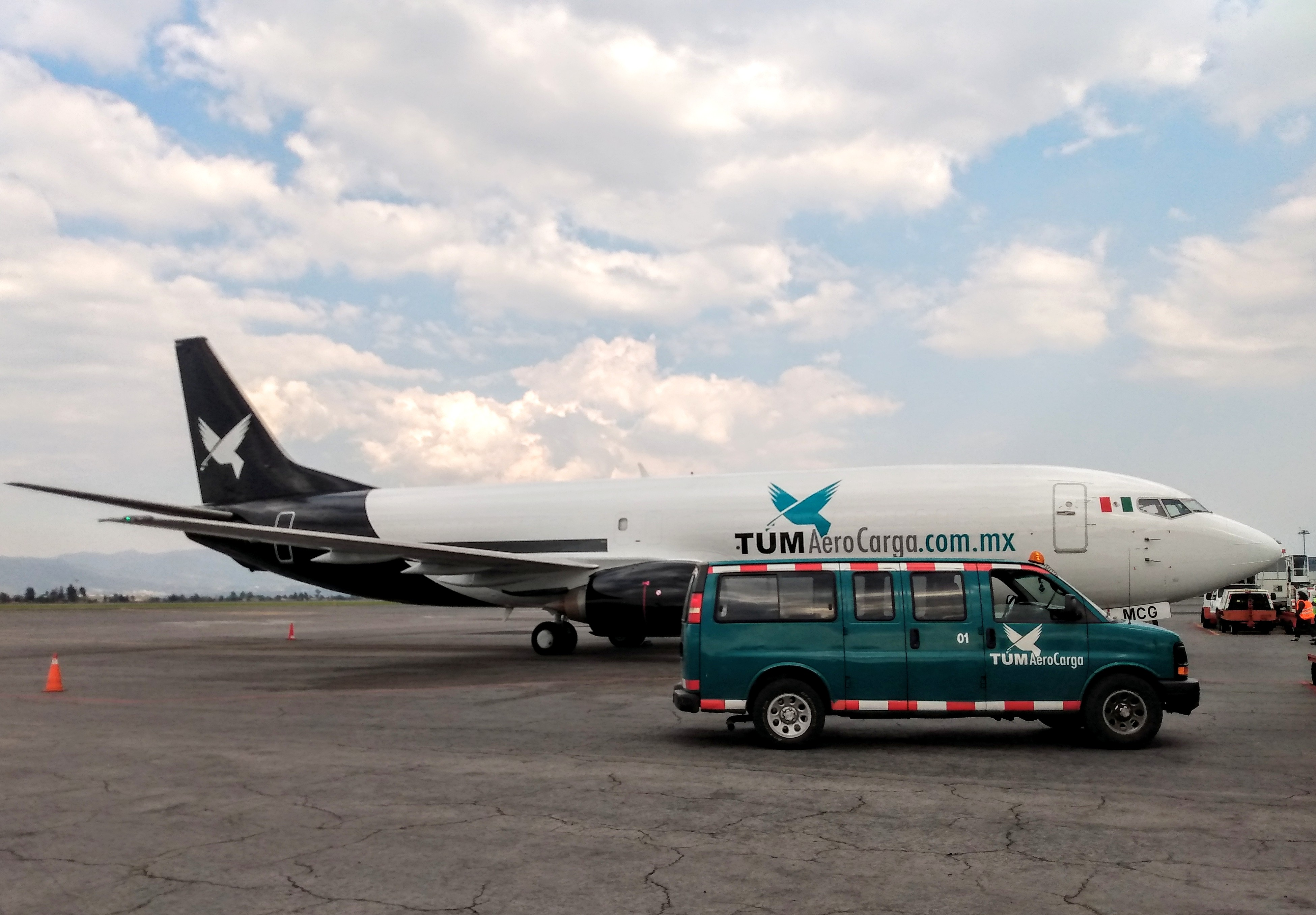
Boeing 737-4Q8(C) de TUM AeroCarga (XA-MCG) en la plataforma del aeropuerto de Toluca.

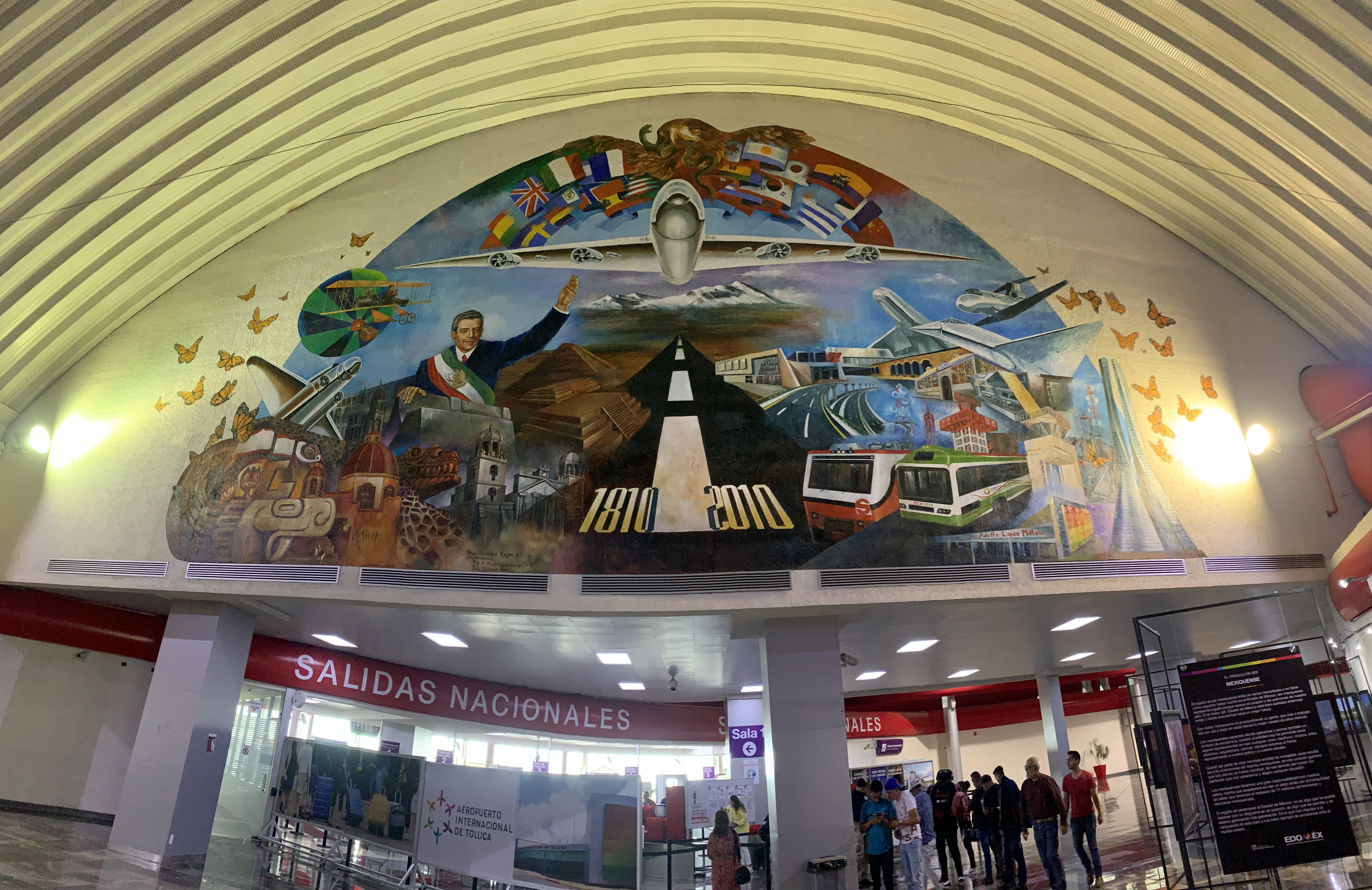
Mural Bicentenario, obra colaborativa que celebra los 200 años de la independencia de México

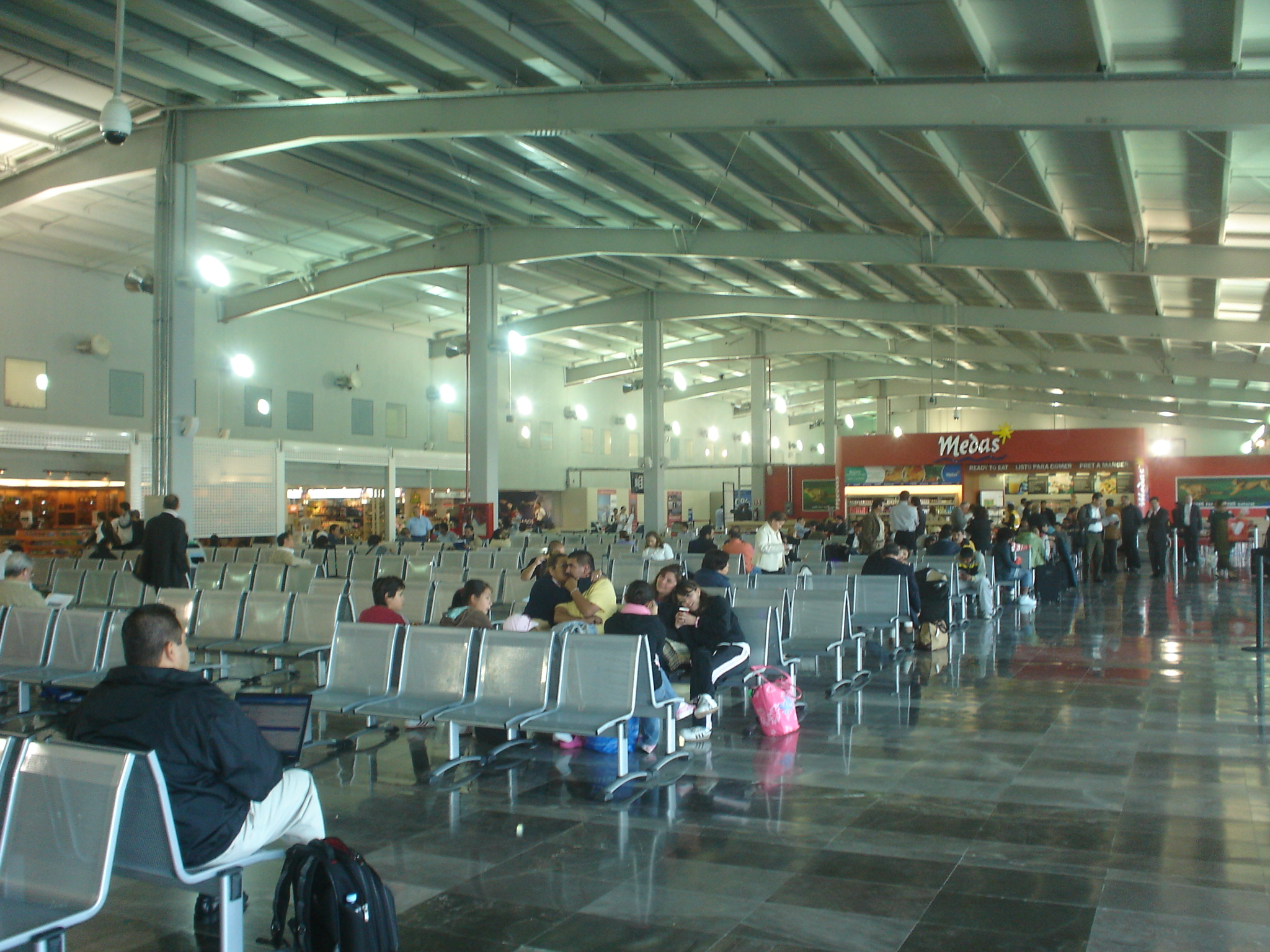
Sala de última espera.

El Aeropuerto Internacional Licenciado Adolfo López Mateos o Aeropuerto Internacional de Toluca (Código IATA: TLC - Código OACI: MMTO - Código DGAC: TLC), se localiza a 16 kilómetros del centro de la ciudad de Toluca, Estado de México, México. Maneja el tráfico aéreo de la ciudad de Toluca, y del poniente de la Ciudad de México. 
El aeropuerto fue nombrado así por el Presidente Adolfo López Mateos. Es considerado el principal aeropuerto alterno al Aeropuerto Internacional de la Ciudad de México por estar a solo 25 minutos o 32 kilómetros de distancia del distrito financiero de Santa Fe y cuenta con la segunda pista de aterrizaje más larga de México. Sus pistas cuenta con la ILS CAT IIIA.

## Historia
El aeropuerto pasó de tener cuatro terminales a sólo dos, desde que todas las operaciones domésticas son ahora manejadas en la Terminal Doméstica. Antes del 2007, Interjet y Volaris, tenían cada una su terminal independiente, más la Terminal 1 (ahora Terminal Doméstica) y la Terminal Internacional. El proyecto de ampliación incluyó la construcción de un estacionamiento de cuatro niveles para albergar a más de dos mil vehículos. 
La operación del Aeropuerto Internacional de Toluca (AIT) estuvo bajo la administración de Aeropuertos y Servicios Auxiliares (ASA) hasta el 2 de junio de 2006, fecha en que se llevó a cabo la entrega/recepción del Aeropuerto (AIT) a la Administradora Mexiquense del Aeropuerto Internacional de Toluca (AIT). AMAIT recibió el bien inmueble con el compromiso de prestar una debida atención a los usuarios e incrementar los niveles de eficiencia en todas sus operaciones. A partir de la fecha en mención y cumpliendo con el compromiso adquirido, AMAIT ha elevado notoriamente el número de operaciones, así como el número de pasajeros atendidos, pasando de 110,000 en 2005 a 2.2 millones en 2006, 3.3 millones en 2007, y a 4.5 millones al cierre de 2008. En 2009 y 2010, la operación del aeropuerto se vio afectada por diversos factores que incidieron en todo el sector. Con lo anterior, el Aeropuerto (AIT) se consolida como una atractiva opción para atender viajeros residentes en la zona metropolitana del Valle de México y centro del país.	 
El 2 de agosto de 2005 inauguró su primer vuelo intercontinental operado por la aerolínea española de bajo costo Air Madrid. 
Es parte del Sistema Metropolitano de Aeropuertos y está administrado por la Administradora Mexiquense del Aeropuerto Internacional de Toluca.
El Gobierno Federal ha invertido más de 600 millones de pesos en la ampliación y modernización de la infraestructura en el Aeropuerto Internacional de Toluca (AIT).
En 2008 alcanzó los 5 millones de pasajeros posicionándose como el quinto aeropuerto más importante de México.
El aeropuerto atendió a 1,161,064 de pasajeros en 2013 mientras que recibió a 877,868 pasajeros en 2014, según datos de la Administradora Mexiquense del Aeropuerto Internacional de Toluca.
Es el primer aeropuerto en México que cuenta con Aproximaciones ILS CAT II/IIIA. Volaris es, por el momento, la única certificada para aterrizar bajo esta última categoría e Interjet se encuentra en proceso de certificación. De igual manera, la AMAIT se encuentra en negociaciones con aerolíneas estadounidenses, canadienses, españolas y latinoamericanas ya que ha previsto que para futuro tendrá nuevos inquilinos para ampliar su oferta de vuelos.
Actualmente Interjet y Volaris trasladaron sus operaciones al AICM la primera alrededor del 75% y la segunda el 100%, dejando a Toluca como pocos vuelos, pero durante 2013 llegaron Aeroméxico Connect y Viva, las cuales estuvieron por poco tiempo.
En enero de 2014 Aeroméxico Connect regresó al aeropuerto. 
En julio de 2022 Volaris reinició operaciones desde el aeropuerto, y en septiembre del mismo año, Viva también.
El Aeropuerto cuenta con la exclusiva sala VIPort Lounge.
Se espera que el tren interurbano El Insurgente tenga un servicio de shuttle en la estación  Tecnológico en Metepec.

### Base de operaciones del Cártel de Sinaloa
La periodista Anabel Hernández detalló en su libro «México en Llamas: El legado de Calderón» que, de acuerdo a una investigación realizada por los Estados Unidos, los hangares 22 al 29 de la Calle 3 del aeropuerto, los cuales eran resguardados por la Policía Federal, fueron utilizados como base de operaciones por el Cártel de Sinaloa. En el libro, Hernández afirma además que Sergio Villarreal Barragán, exoperador del Cártel de los Beltrán Leyva y del Cártel de Sinaloa, dijo en una declaración que el aeropuerto era el principal punto de entrada de drogas del Cártel de Sinaloa.

## Aerolíneas y destinos

### Pasajeros
| Destinos por aerolínea                                    | Destinos por aerolínea                                                      | Destinos por aerolínea | Destinos por aerolínea |
| Aerolínea                                                 | Destinos                                                                    |                        |                        |
| --------------------------------------------------------- | --------------------------------------------------------------------------- | ---------------------- | ---------------------- |
| Viva                                                      | Cancún, Mérida, Monterrey, Puerto Vallarta, San José del Cabo               |                        |                        |
| Volaris                                                   | Cancún, Guadalajara, Monterrey, Puerto Vallarta, San José del Cabo, Tijuana |                        |                        |
| Total: 7 destinos (nacionales), 2 aerolíneas (nacionales) |                                                                             |                        |                        |

### Carga
| Aerolíneas    | Destinos |
| ------------- | --- |
| FedEx Express | Memphis |
| TUM AeroCarga | Cancún, Ciudad Juárez, Guadalajara, Hermosillo, Mazatlán, Mérida, Monterrey, Nuevo Laredo, Oaxaca, Querétaro, Reynosa, Tijuana, Veracruz, Villahermosa |

### Destinos nacionales
Se brinda servicio a 7 ciudades dentro del país a cargo de 2 aerolíneas.
| Cancún (CUN)            | • | • |   | 2 |
| Guadalajara (GDL)       | • |   |   | 1 |
| Mérida (MID)            |   | • |   | 1 |
| Monterrey (MTY)         | • | • |   | 2 |
| Puerto Vallarta (PVR)   | • | • |   | 2 |
| San José del Cabo (SJD) | • | • |   | 2 |
| Tijuana (TIJ)           | • |   |   | 1 |
| Total                   | 6 | 5 | 0 | 7 |

## Estadísticas

### Tráfico anual
Datos publicados por la Agencia Federal de Aviación Civil.
| Año  | Pasajeros Totales | cambio en % | Movimiento de carga (t) | cambio en % | Operaciones aéreas | cambio en % |
| 2006 | 2,051,895         | Sin cambios | 31,372                  | Sin cambios | 83,995             | Sin cambios |
| 2007 | 3,300,275         | 60.84%      | 29,143                  | 7.10%       | 87,812             | 4.54%       |
| 2008 | 3,949,611         | 19.67%      | 25,804                  | 11.45%      | 96,801             | 10.23%      |
| 2009 | 2,489,577         | 36.96%      | 23,903                  | 7.36%       | 79,830             | 17.53%      |
| 2010 | 2,270,767         | 8.78%       | 25,714                  | 7.57%       | 74,114             | 7.16%       |
| 2011 | 1,579,115         | 30.45%      | 30,393                  | 18.19%      | 79,332             | 7.04%       |
| 2012 | 987,051           | 37.49%      | 26,758                  | 11.95%      | 87,630             | 10.45%      |
| 2013 | 1,161,064         | 17.62%      | 26,516                  | 0.90%       | 91,945             | 4.92%       |
| 2014 | 867,096           | 25.31%      | 26,696                  | 0.67%       | 95,423             | 3.78%       |
| 2015 | 865,037           | 0.23%       | 25,437                  | 4.71%       | 95,063             | 0.37%       |
| 2016 | 771,152           | 10.85%      | 21,827                  | 14.19%      | 101,695            | 6.97%       |
| 2017 | 789,081           | 2.3%        | 31,159                  | 42.75%      | 101,186            | 0.50%       |
| 2018 | 691,712           | 12.34%      | 36,491                  | 17.11%      | 96,725             | 4.41%       |
| 2019 | 689,001           | 0.39%       | 35,779                  | 1.95%       | 84,723             | 12.41%      |
| 2020 | 215,701           | 68.69%      | 39,571                  | 20.36%      | 55,118             | 29.32%      |
| 2021 | 134,305           | 37.74%      | 54,943                  | 38.85%      | 70,387             | 27.70%      |
| 2022 | 585,036           | 335.60%     | 43,205                  | 21.36%      | 74,710             | 6.14%       |
| 2023 | 1,520,255         | 159.86%     | 37,694                  | 12.76%      | 78,816             | 5.50%       |
| 2024 | 1,704,011         | 12.09%      | 39,109                  | 3.75%       | 79,576             | 0.96%       |
| ---- | ----------------- | ----------- | ----------------------- | ----------- | ------------------ | ----------- |

### Rutas más transitadas
| Número | Ciudad                                 | Pasajeros | Ranking     | Aerolínea     |
| ------ | -------------------------------------- | --------- | ----------- | ------------- |
| 1      | Cancún, Quintana Roo                   | 230,613   | Sin cambios | Viva, Volaris |
| 2      | Monterrey, Nuevo León                  | 187,483   | Sin cambios | Viva          |
| 3      | San José del Cabo, Baja California Sur | 103,984   | Sin cambios | Volaris       |
| 4      | Puerto Vallarta, Jalisco               | 80,372    | Sin cambios | Viva, Volaris |
| 5      | Mérida, Yucatán                        | 67,292    | 1           | Viva          |
| 6      | Tijuana, Baja California               | 61,142    | 1           | Volaris       |
| 7      | Guadalajara, Jalisco                   | 45,917    | Sin cambios | Volaris       |

## Instalaciones
- El Bulevar Miguel Alemán se ha convertido en un polo comercial donde destacan los siguientes establecimientos.

### Hoteles
- City Express Toluca
- City Express Junior Toluca Aeropuerto
- City Express Suites Toluca
- Courtyard Toluca Aeropuerto
- Courtyard Toluca Tollocan
- Crowne Plaza Toluca Lancaster
- Radisson Del Rey Toluca
- Holiday Inn Express Toluca Zona Aeropuerto
- Inn & Suites by Wyndham Toluca
- One Toluca Aeropuerto
- Quinta del Rey Toluca

### Restaurantes
- Café Punta del Cielo
- De Volada
- Domino's Pizza
- Guacamole Grill
- Johnny Rockets
- Starbucks
- Subway

### Transporte terrestre
- Caminante Ofrece servicios de taxis y camionetas y conecta a la terminal aérea con Santa Fe, la Terminal de Autobuses de Observatorio, así como con varios hoteles de la Ciudad de México y el área metropolitana.
- Shuttle al AICM Camioneta con costo a las Terminales 1 y 2 del Aeropuerto Internacional Benito Juárez.
- Taxis. Las empresas Colibrí, Inter-Taxi, Lomont y Taxi Morelos ofrecen el servicio de taxis.

### Inversiones
El Secretario de Comunicaciones y Transportes (SCT), Javier Jiménez Espriú, dijo que con el plan para modernizar el Aeropuerto Internacional de la Ciudad de México (AICM) y el de Toluca, Estado de México, tendrán una vida útil de 50 a 60 años.
También recordó que se invertirán 5 mil millones de pesos para rehabilitar ambos aeropuertos y resolver a corto plazo el problema de la saturación.
El secretario explicó que están obligados a rehabilitar el AICM y el de Toluca para el incremento de vuelos y pasajeros con una inversión de 5 mil millones de pesos; también comentó que se invertirán 3 mil millones de pesos al AICM y dos mil millones de pesos al de Toluca.

## Accidentes e incidentes
- El 23 de mayo de 1995 se salió de la pista debido al pinchazo de un neumático en el Aeropuerto Municipal de Rogers, Arkansas, la aeronave Learjet 35A con matrícula N450MC operada por Walt-Mart Aviation que tenía como destino Toluca. No hubo lesionados.[9]

- El 22 de junio de 1995 se estrelló cerca del Aeropuerto de Tepic la aeronave Learjet 35A con matrícula XA-SWF operada por Aero Reservaciones Ejecutivas procedente del Aeropuerto de Ciudad Obregón. La aeronave estaba abordada por El Güero Palma y tenía como destino Toluca, pero se informó al Güero Palma que el aeropuerto de Toluca estaba altamente vigilado por lo que ordenó regresar al Aeropuerto de Ciudad Obregón, el cual se encontraba cerrado por lo que pidió que abrieran el aeropuerto de Tepic para aterrizar. Después de 125 minutos de sobrevuelo en la ciudad de Tepic, elementos de la 13.ª zona militar recibieron el informe de la aeronave estrellada cerca del Aeropuerto, causando la muerte de 2 de sus 9 ocupantes y la detención del resto.[10]

- El 20 de mayo de 1997 se estrelló durante su crucero la aeronave Rockwell 1121B Jet Commander con matrícula N1121F procedente de El Paso. La aeronave tuvo que ascender a FL410 para esquivar una tormenta, posteriormente se estrelló matando a los 4 ocupantes.[11]

- El 9 de julio de 1999 se estrelló en la barda perimetral de un rancho, a unos 350 metros antes de la malla perimetral del Aeropuerto de Toluca la aeronave Hawker Siddeley HS-125-1A-522 con matrícula XA-TAL, operado por Aero Jet Express y procedente de Los Mochis. Las 4 personas a bordo murieron.[12][13]

- El 4 de noviembre de 2004 se salió de la pista en el Aeropuerto de Toluca la aeronave Sabreliner 60 con matrícula XA-GUR operada por Servicios Aéreos Jemsa y procedente de Chetumal. El accidente ocurrió debido a que el piloto se percató de una falla en los frenos por falta de fluido, por lo que se decidió hacer que el avión se dirigiera al césped para detenerse en un montículo de arena.[14][15]

- El 24 de febrero de 2005 partió de Toluca la aeronave IAI 1124 Westwind con matrícula XC-COL, llevando al gobernador Gustavo Vázquez Montes y a otros miembros del gabinete de Colima. La aeronave despegó a las 15:16 de Toluca, 18 minutos después los tripulantes informaron de problemas en la aeronave y que se dirigían al Aeropuerto de Morelia, posteriormente la aeronave se estrelló en una zona montañosa cerca de Tzitzio matando a los 2 tripulantes y a los 5 pasajeros, incluido el gobernador. La aeronave tenía como destino Colima.[16]

- El 1 de noviembre de 2006 se despistó en el Aeropuerto Internacional de Fort Lauderdale-Hollywood la aeronave BAe-125-700A con matrícula N232TN procedente del Aeropuerto de Toluca, el despiste ocurrió debido a que la tripulación olvidó bajar el tren de aterrizaje, provocando daños por fricción y fuego en el fuselaje.[17]

- El 9 de diciembre de 2012, después de un concierto en la ciudad de Monterrey, Nuevo León, la cantante Jenni Rivera y seis acompañantes más despegaron a las 03:00 horas del Aeropuerto Internacional del Norte en un avión modelo Learjet 25 con matrícula N345MC, que aterrizaría en el Aeropuerto Internacional Lic. Adolfo López Mateos en la capital mexiquense, Toluca. Su llegada se tenía prevista alrededor de las 04:30 horas. No obstante, pocos minutos después de despegar, los radares perdieron todo contacto con el avión. A las 06:00 horas se inició el protocolo de ubicación y rescate cerca del último lugar del que se tenía conocimiento que la aeronave habría sobrevolado. En la tarde del mismo día, autoridades de Protección Civil declararon que un avión con las características de la nave que transportaba a la cantante se había estrellado en la Sierra Madre Oriental en el municipio de Iturbide en Nuevo León, México. Más tarde, en un comunicado oficial, la Secretaría de Comunicaciones y Transportes indicó que la aeronave accidentada correspondía con la de la cantante, lo que confirmó su muerte y la de todos sus acompañantes. En la nave viajaban, además de Rivera, su publirrelacionista Arturo Rivera, los pilotos Miguel Pérez y Alejandro Torres, el abogado Mario Macías, el maquillista Jacob Llenares y el peinador Jorge Arturo Sánchez.[18]

- El 27 de agosto de 2015 se despistó en el Aeropuerto de Toluca la aeronave Cessna 750 Citation X de Aerolíneas Ejecutivas S.A. con matrícula XA-KYE procedente de La Paz. El accidente se debió a fallas en el tren de aterrizaje, debido a este incidente se cerraron temporalmente las operaciones en el aeropuerto de Toluca. No hubo lesionados.[19][20][21]

- El 22 de octubre de 2015 se estrelló cerca de Apaseo el Grande, Guanajuato; la aeronave Learjet 31A con matrícula XB-GYB operada por Grupo Constructor Plata y procedente de Zacatecas. El accidente se produjo debido a las condiciones climáticas en la zona, matando a las 4 personas a bordo.[22][23][24]

- El 16 de noviembre de 2015 se despistó al aterrizar en Zihuatanejo la aeronave Learjet 60 con matrícula XA-UQP perteneciente a Servicios Aéreos Estrella y procedente de Toluca, el incidente se debió a que la pista se encontraba mojada después de una lluvia, lo que hizo que la aeronave derrapara, se despistara y se provocara daño. El espacio aéreo estuvo cerrado por 3 horas debido al accidente, lo cual provocó la demora de 3 vuelos comerciales procedentes de Ciudad de México.[25][26][27]

- El 24 de octubre de 2016 se despistó al aterrizar en el Aeropuerto de Toluca la aeronave Dornier 328 Jet 10 con matrícula XA-ALA perteneciente a Flymex y procedente de Chetumal. El accidente ocurrió debido a que la aeronave aterrizó muy rápido y se desvió de la pista, al intentar recuperar su trayectoria una de las turbinas pegó contra el piso y después toda el ala, causando el despiste que ocasionó un cierre temporal a las operaciones en Toluca, teniendo que desviar algunos vuelos al de por sí saturado Aeropuerto de Ciudad de México.[28][29][30]

- El 12 de marzo de 2017 la aeronave Cessna 172 con matrícula XB-MHM perteneciente a Escuela de Aviación Flightmex tuvo problemas eléctricos durante un vuelo local sobre Toluca, lo que hizo que se perdieran las comunicaciones con la torre de control, debido a que la tripulación desconocía sobre la llegada y salida de vuelos, tuvo que hacer recorridos circulares. Ante la emergencia, despegó el helicóptero AS-350 con matrícula XC-PFQ perteneciente a la Policía Federal para brindar apoyo, el helicóptero se aproximó a la avioneta por la parte trasera, cuando ambas tripulaciones tuvieron contacto visual, se informó a la tripulación del Cessna que se habían detenido todas las operaciones del aeropuerto para permitir su aterrizaje, el helicóptero acompañó durante unos minutos a la avioneta hasta que logró aterrizar sin que se registraran heridos.[31][32][33]

- El 17 de mayo de 2017 se estrelló  al despegar del Aeropuerto de Toluca una aeronave Learjet 25B de Aerolínea Aero Extra con matrícula XA-VMC matando a 2 personas. La aeronave tenía como destino el Aeropuerto de Durango.[34][35]

- El 22 de junio de 2017 aterrizó de emergencia cerca de la comunidad de Loma de Juárez en el municipio de Villa de Allende la aeronave Cessna 172 con matrícula XB-MGH perteneciente a Escuela de Entrenamiento Aéreo Especializado. La aeronave había partido de Toluca para hacer un vuelo de instrucción y tuvo que aterrizar de emergencia por fallas mecánicas, tanto el instructor como el alumno resultaron ilesos.[36][37]

- El 7 de noviembre del 2017 una aeronave Cessna T182T Skylane TC perteneciente a la Escuela de Capacitación Aérea Integral con matrícula XB-ICZ aterrizó de emergencia en el Bulevar Miguel Alemán minutos después de despegar del Aeropuerto de Toluca rumbo al Aeropuerto de Reynosa, provocando caos vial vial y daños materiales en la zona sin que se reportaran decesos.[38][39]

- El 19 de abril del 2018 una aeronave Piper PA-28-161 Warrior de Escuela de vuelo Flightmex con matrícula XB-KUX se vio obligada a realizar un aterrizaje forzoso debido a fallas mecánicas cerca del poblado de Cerrillo Vista Hermosa, a unos 2.5 km del Aeropuerto de Toluca mientras realizaba un vuelo local de entrenamiento. El aterrizaje causó daños materiales en la aeronave, sin embargo sus dos ocupantes resultaron ilesos.[40][41]

- El 4 de mayo de 2018 una aeronave Piper PA-28 Cherokee con matrícula XB-NGV tuvo que realizar un aterrizaje forzoso a 16 millas del Aeropuerto de Toluca minutos después de despegar del mismo con destino al Aeropuerto de Mazatlán. El aterrizaje se dio por fallas mecánicas presuntamente producidas por baja presión de aceite. Ninguno de los 2 ocupantes resultó con heridas de gravedad.[42][43]

- El 26 de julio de 2018 una aeronave Cessna 210 con matrícula XA-CLR procedente del Aeropuerto de Guadalajara tuvo que aterrizar de emergencia en el Aeropuerto de Toluca debido a una falla en el tren de aterrizaje de nariz, el cual colapsó cuando la aeronave tocó tierra provocando que las operaciones en el aeropuerto fueran suspendidas durante 30 minutos. Los dos ocupantes resultaron ilesos.[44][45]

- El 26 de noviembre de 2018 una aeronave Piper PA-32-301T Saratoga II TC con matrícula XB-FJM aterrizó en el Aeropuerto de Toluca sin bajar el tren de aterrizaje, lo que provocó que se despistara. El piloto y el tripulante resultaron ilesos. La aeronave operaba un vuelo privado entre el Aeropuerto de Puerto Vallarta y el Aeropuerto de Toluca.[46][47]

- El 7 de febrero de 2019 una ambulancia aérea tipo Learjet 35, con matrícula XA-DOC, en la que viajaban siete pasajeros y dos tripulantes, volaba de Toluca al Aeropuerto Internacional del Bajío, en Guanajuato, poco después del despegue se solicitó regresar al aeropuerto debido a una emergencia pero al momento del aterrizaje sufrió una excursión de pista y terminó incendiándose. No hubo lesionados.[48]

- El 10 de julio de 2020 una aeronave Learjet 45 con matrícula XA-CAO operada por Aeroparadise S.A. que realizaba un vuelo entre el Aeropuerto de Minatitlán y el Aeropuerto de Toluca, perdió el control tras aterrizar en este último, causando una salida de la pista y el colapso del tren de aterrizaje de nariz. Los dos tripulantes y los 5 pasajeros sobrevivieron.[49][50][51]

- El 1 de noviembre de 2023 una aeronave Learjet 35A con matrícula XA-IRE operada por Jet Rescue Air Ambulance que realizaba un vuelo entre el Aeropuerto de Toluca y el Aeropuerto de Cuernavaca sufrió una excursión de pista tras aterrizar en este último, estrellándose e incendiándose, lo que dejó un saldo de 4 víctimas mortales.[52][53]

## Aerolíneas que volaban anteriormente al AIT
| Aerolíneas |
| --- |
| Aeroméxico Connect, Air Madrid, Avolar, Alma, Conviasa, Interjet, Magnicharters, MexicanaClick, Nova Air, Spirit Airlines, TAESA, United Express |

## Aeropuertos cercanos
Los aeropuertos más cercanos son:
- Aeropuerto Internacional de la Ciudad de México (52km)
- Aeropuerto Internacional General Mariano Matamoros (59km)
- Aeropuerto Internacional Felipe Ángeles (74km)
- Aeropuerto Internacional de Puebla (127km)
- Aeropuerto Intercontinental de Querétaro (157km)
- Aeropuerto Internacional General Francisco J. Múgica (161km)